# Uriaśbasz
Uriaśbasz (ros. Урясьбаш) – wieś (sieło) w Rosji, w Tatarstanie, w rejonie kukmorskim. W 2010 liczyła 327 mieszkańców.